# Bahnhof Hohenbudberg
Der Bahnhof Hohenbudberg in Duisburg war ein 1906 in Betrieb gegangener und seit 1986 aufgelassener Rangierbahnhof; er war in seiner Blütezeit einer der größten Verschiebebahnhöfe Deutschlands.

## Lage
Das ehemalige Bahnhofsgelände liegt seit der kommunalen Neuordnung 1975 vollständig auf Duisburger Stadtgebiet (linksrheinisch im Stadtbezirk Rheinhausen, Ortsteil Friemersheim) an der Stadtgrenze zu Krefeld, Stadtbezirk Uerdingen, Ortsteil Hohenbudberg.

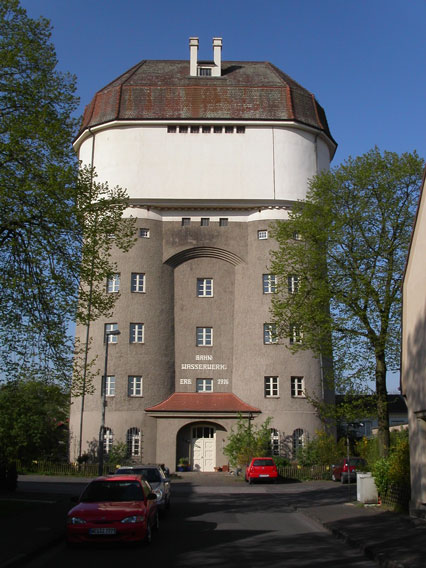
Wasserturm des ehemaligen Güterbahnhofs, 2007

Seit dem 19. Jahrhundert gehörte die für den Bahnhof namensgebende Gemeinde Hohenbudberg-Kaldenhausen zur Bürgermeisterei Friemersheim (ab 1923 Bürgermeisterei Rheinhausen). 1927 wurde der Südteil der Gemeinde, mit dem Ortsteil Hohenbudberg, nach Uerdingen im damaligen Landkreis Krefeld umgemeindet. Der Rest der Gemeinde Hohenbudberg-Kaldenhausen verblieb als Gemeinde Kaldenhausen in der Bürgermeisterei Rheinhausen.
Die Bahnhofsgleise verliefen von Südwest nach Nordost, der westliche Teil (angrenzend zu Krefeld) mit einer Fläche von 17 Hektar lag innerhalb der Gemeinde (Hohenbudberg)-Kaldenhausen (ab 1934 Rumeln-Kaldenhausen), der östliche Teil mit einer Fläche von 8,919 Hektar in der Gemeinde Friemersheim. In letzterer befindet sich die ab 1912 errichtete Eisenbahnersiedlung einschließlich des Wasserturms Hohenbudberg.

## Aufbau
Der Bahnhof befand sich an der VzG-Strecke 2504 (Krefeld-Lohbruch – Rheinhausen). Die Güterstrecke verlief parallel zur VzG-Strecke 2505 (Krefeld-Oppum – Bochum Nord), die nördlich am Bahnhof vorbeiführt. Zwischen beiden Strecken führte zusätzlich die VzG-Strecke 2342 (Krefeld-Uerdingen – Duisburg-Mühlenberg – Hohenbudberg) am nördlichen Rand des Rangierbahnhofs entlang, sie endete an in der Umspanngruppe am Nordrand des Bahnhofs. Am Ostkopf fädelten die VzG-Strecke 2340 (Duisburg-Mühlenberg – Hohenbudberg – Trompet) und die VzG-Strecke 2333 (Oberhausen West – Duisburg-Baerl – Hohenbudberg) aus. Von den Anlagen sind neben der VzG-Strecke 2505 die VzG-Strecken 2342 und 2340 erhalten geblieben. Die Strecken sind an der Abzweigstelle Duisburg-Mühlenberg miteinander verknüpft.
Der Rangierbahnhof verfügte über insgesamt drei Rangiersysteme, die Südgruppe war für die Züge in Richtung Ruhrgebiet vorgesehen, die Nord- und Mittelgruppe für die Züge der Gegenrichtung. Die Nord- und Mittelgruppe umfassten insgesamt 16 Einfahrgleise (Gl 1o–6o und 7o–16o) und 56 Richtungsgleise (Gl 19w–40w und 41w–76w). Die Südgruppe umfasste neun Einfahrgleise (Gl 81–89) und 28 Richtungsgleise (Gl 26o–53o). Eine separate Ausfahrgruppe war bei allen Systemen nicht vorhanden. Hinzu kamen eine Umspanngruppe nördlich des Nordbergs, mehrere Verkehrsgleise innerhalb der Rangiersysteme und Durchfahrgleise am Nord- und Südrand des Bahnhofs. Für die Anbindung der Eisenbahnersiedlung Friemersheim befand sich in Höhe des Südbergs der Haltepunkt Hohenbudberg Siedlung.
Die Fläche zwischen dem Nord- und Mittelberg wurde von einer Wagenhalle eingenommen, in der unter anderem Wagen nach dem Ablaufen zurechtgeladen wurden. Zwischen dem Mittel- und Südberg befand sich das Bahnbetriebswerk Hohenbudberg. Kernstück der Anlage war ein Rechteckschuppen mit zehn Gleisen, an dessen beiden Enden zwei 23-Meter-Drehscheiben anschlossen. Westlich des Schuppens befand sich der Kohlenbansen. Weitere betriebliche Anlagen komplettierten das Bw.

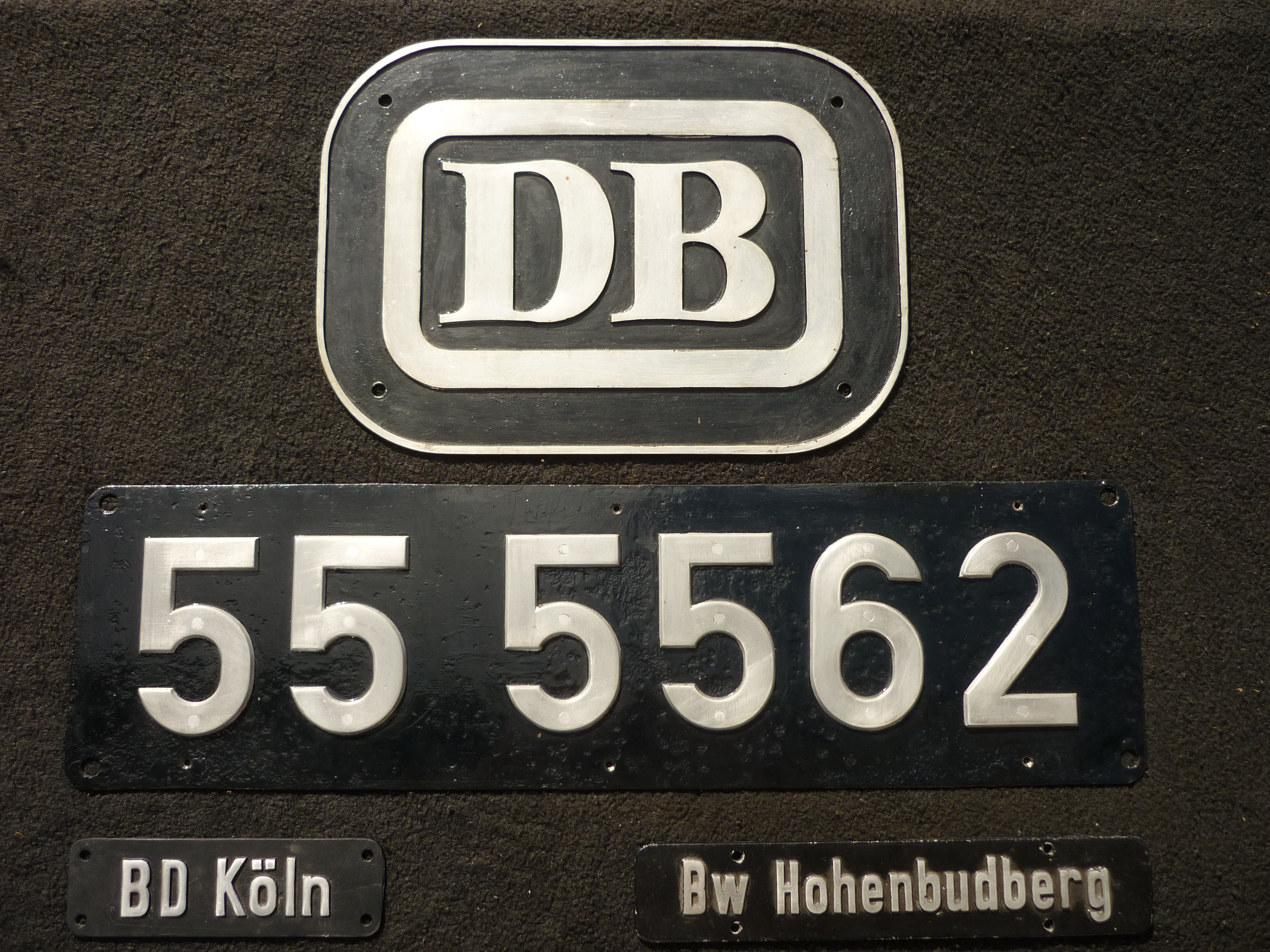
Lokschild von 55 5562 während ihrer letzten Beheimatung vor der Ausmusterung 1969

Für den Rangierbetrieb war der Bahnhof in insgesamt sieben Rangierbezirke unterteilt. Hinzu kamen neun mechanische und elektromechanische Stellwerke zur Sicherung des Betriebsablaufs. Befehlsstellwerke mit einem Fahrdienstleiter befanden sich am Westkopf (Hwf), am Südberg (Hsf) und am Ostkopf (Hof). Weichenwärterstellwerke waren an der Umspanngruppe (Hm), am Westkopf in Höhe der Nordgruppe (R1), am Nordberg (R4), Mittelberg (R5) sowie an den Zufahrten zum Bw (R3 und R7). Die Abzweigstelle Mühlenberg in Bahnhofsnähe verfügte über ein eigenes Stellwerk (Abzw). Es ist neben dem Stellwerk Hof die einzige erhaltene Anlage.

## Geschichte
Die Nutzung durch die Bahn hatte am 20. Dezember 1896 mit der Inbetriebnahme des Aufstellungsbahnhofes in den Gemeinden Budberg und Friemersheim begonnen, ab 1902 als Vorbahnhof Uerdingen bezeichnet. Er entwickelte sich zum wichtigsten linksrheinischen Rangierbahnhof und wurde zwischen 1901 und 1902 auf insgesamt 26,343 Hektar erweitert und schließlich in Hohenbudberg umbenannt. Es handelte sich um die zentrale Güterzugbildungsanlage des linken Niederrheins, eine zweigleisige Hauptstrecke sorgte für eine Anbindung an den Knoten Oberhausen.
Der Bahnhof vergrößerte sich bis zum Jahr 1928 auf seine größte Ausdehnung. Die Länge des Bahnhofsgeländes maß zu dieser Zeit 3,2 Kilometer, an der breitesten Stelle lagen bis zu 73 Gleise nebeneinander, wo täglich Hunderte von Zügen mit Tausenden von Wagen zusammengestellt wurden. Mitte der 1950er-Jahre verfügte der Bahnhof über 145 Kilometer Gleisanlagen und 425 Weichen (in den 20er/30er Jahren bis zu 700). 1955 wurden 58.100 Züge mit 1.266.400 Wagen abgefertigt, täglich also etwa 160 Züge. Für den Rangierdienst standen 80 Dampflokomotiven zur Verfügung. In Spitzenzeiten wurden 200 bis 300 Züge mit 3.500 Wagen, maximal bis zu 5.000 Wagen, zusammengestellt. In der Blütezeit zählte der Bahnhof 1150 Beschäftigte, Mitte der 1970er Jahre waren es noch etwa 900. Er verfügte über eine große Wagenhalle, zwei 23-Meter-Drehscheiben, einen großen Lokomotivschuppen mit Betriebswerkstatt und Nebengebäuden mit Übernachtungsgebäude sowie zehn Stellwerke.
Seit 1917 befand sich an der Südseite ein Haltepunkt Hohenbudberg Siedlung (bis 1927 Hohenbudberg Güterbahnhof) für den Personenverkehr, der am 30. Mai 1986 eingestellt wurde. Dieser Haltepunkt war nicht identisch mit dem seit 1905 bestehenden Haltepunkt Hohenbudberg auf dem späteren Uerdinger beziehungsweise Krefelder Gebiet.
Wegen seiner militärischen Bedeutung im Zweiten Weltkrieg stark zerstört, bot der Wiederaufbau zusätzliche Arbeit für viele Vertriebene aus dem Osten und die Eisenbahnsiedlung wuchs weiter, bis ab 1957 der Rangierbetrieb durch die zunehmende Güterverlagerung auf die Straße nachließ. Mit der Elektrifizierung der Bahn nahm die Zahl der Dampflokomotiven ab. Am 26. September 1965 wurde der Rangierbetrieb auf Elektrizität umgestellt. Ab Mitte der 1960er Jahre waren auf einem Areal des Bahnhofs hunderte ausrangierter Dampflokomotiven abgestellt. Der Rückbau begann Anfang der 1980er-Jahre. Der Rangierbahnhof wurde 1983 in einen Knotenpunktbahnhof herabgestuft, er verlor die überregionalen Aufgaben. Als letzter Zug verließ 59317 am 26. September 1986 um 15:27 Uhr den Bahnhof. Das Betriebsende war offiziell der 1. Oktober 1986. Zum Ende des Jahres 1986 wurde auch die dazugehörende Dienststelle aufgelöst.

## Eisenbahnsiedlung

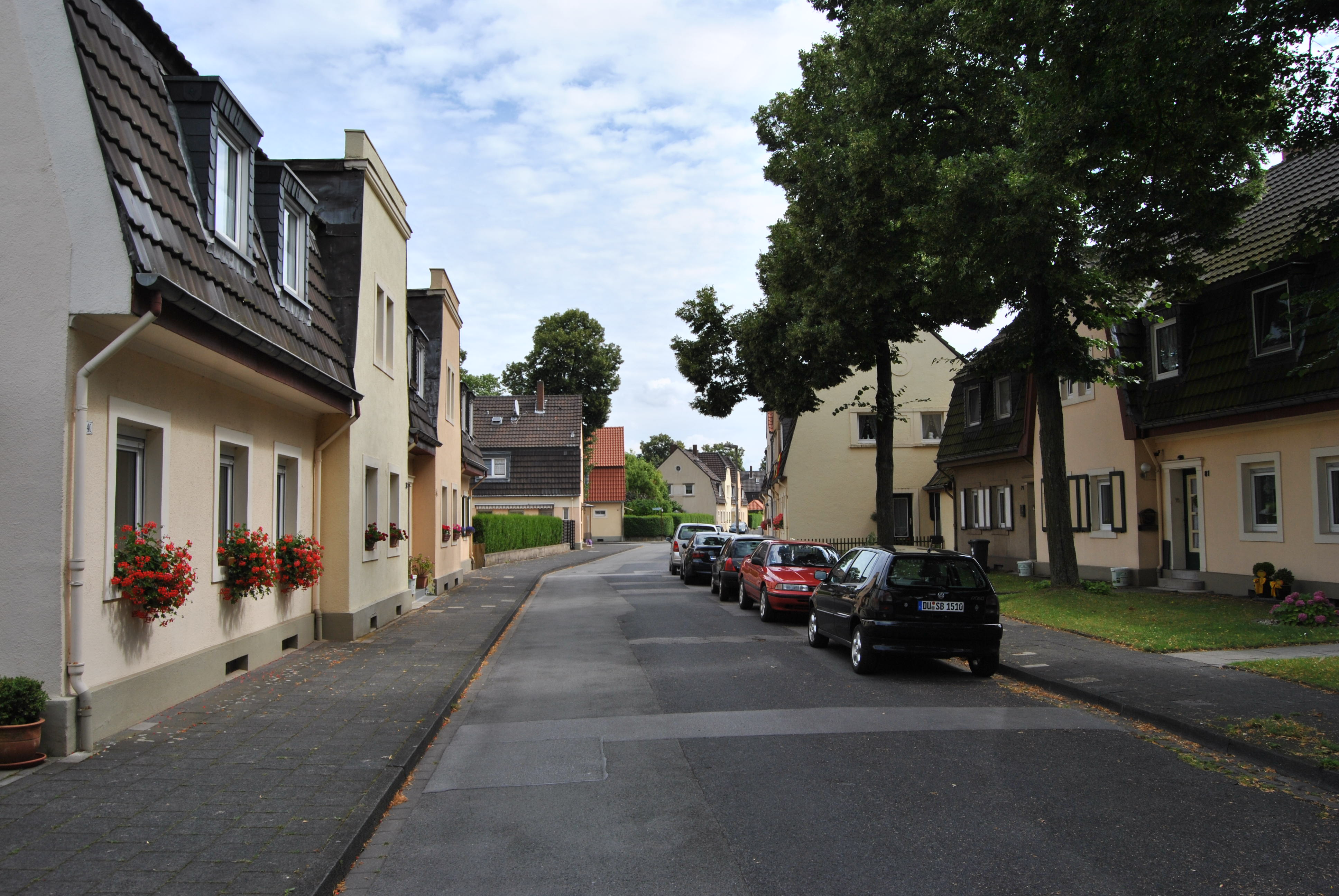
Eisenbahnsiedlung Hohenbudberg, 2012

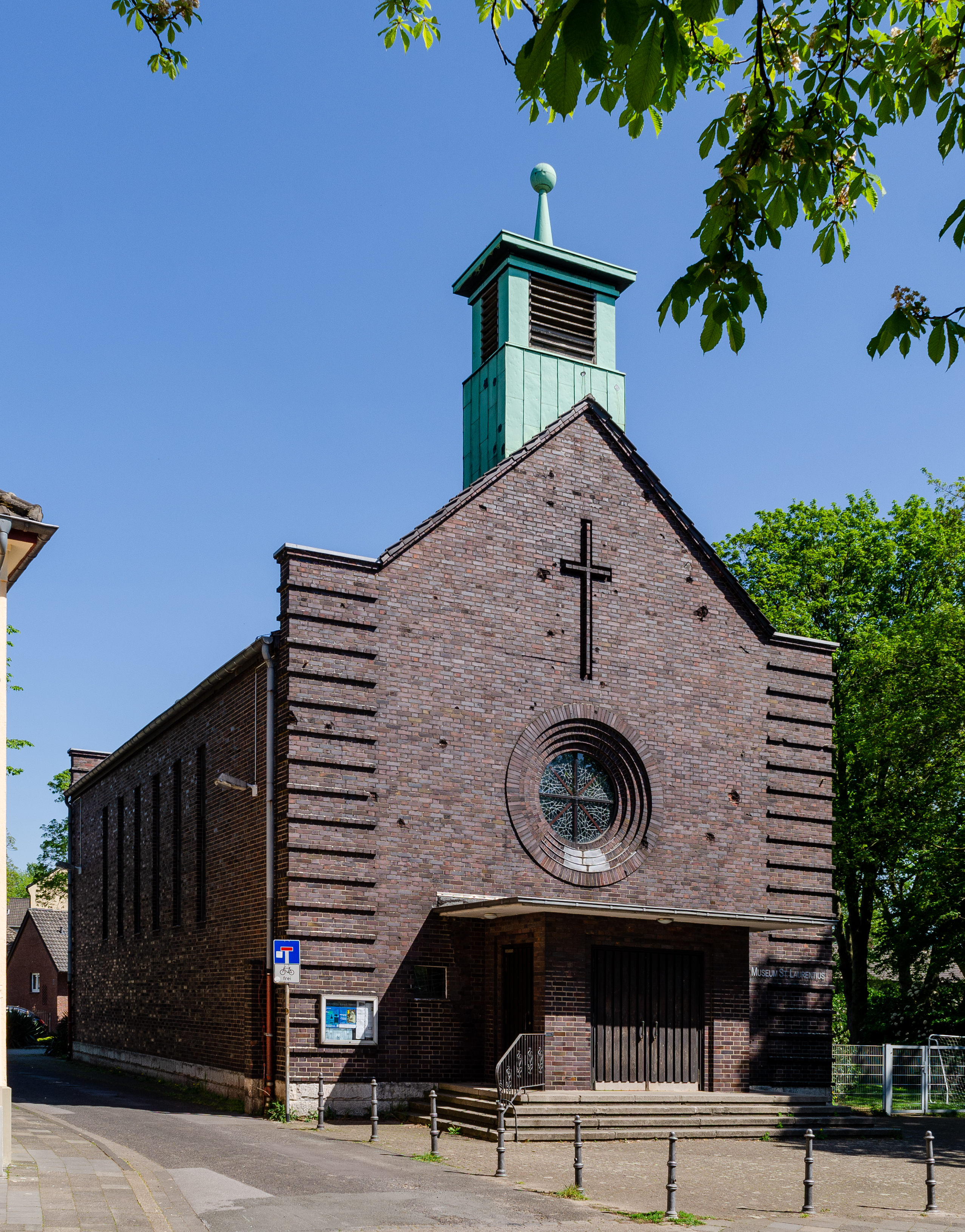
St. Laurentius, Eisenbahnsiedlung

Südlich des ehemaligen Bahnhofsgeländes und unmittelbar am Rhein liegt die denkmalgeschützte Eisenbahnsiedlung, erbaut in den Jahren 1912/13 für Beschäftigte des Rangierbahnhofes nach Plänen des Architekturbüros Schreiterer & Below.
Begonnen hatte die Eisenbahnsiedlung mit dem Bau eines „kleinen Übernachtungshauses“ für Eisenbahner im Jahre 1906, das 1913/1914 durch ein größeres Haus ersetzt wurde. Im Mai 1915 bezogen die ersten Eisenbahner die neu gebauten Siedlungshäuser. Die Gemeinde Friemersheim, in deren Grenzen außerhalb der bisherigen Siedlungsgebiete die neue Siedlung lag, zeigte wegen der Belastung der Kommunalkasse für Infrastrukturmaßnahmen wenig Interesse; so wurde die Verlängerung der Straßenbahnlinie 2 (Homberg – Friemersheim) der Straßenbahn Moers–Homberg nicht wie geplant vorgenommen.
Derart isoliert, entwickelte die Siedlung ein eigenständiges Wohnklima. Die meist aus dem Krefelder Raum eingewanderten Eisenbahner waren überwiegend katholisch, da aus dem Gebiet der Erzdiözese Köln stammend; die Einwohner des restlichen Friemersheim seit der Reformation evangelisch. Ein Akkumulatortriebwagen – „dat Bügeleisen“ genannt – verband die Eisenbahnsiedlung mit Uerdingen. Später verband ein bis 1927 nur von Eisenbahnern und ihren Familien benutzbarer Pendelzug die Eisenbahnsiedlung mit dem in Friemersheim gelegenen Bahnhof Rheinhausen. Eine Busanbindung an Rheinhausen bestand erst seit der Beendigung des Straßenbahnbetriebs und Einrichtung einer Obuslinie am 14. April 1957 (jetzt Linie 914). Die separaten Infrastruktureinrichtungen der Eisenbahnsiedlung waren: Katholische Schule 1916 (1969 geschlossen), Lebensmittelladen 1923, Kindergarten 1928, Poststelle 1930, katholische Kirche (St. Laurentius) 1932 (am 15. November 2008 geschlossen), Sparkassenfiliale 1971. Die Eisenbahnsiedlung ging 2003 in den Besitz der Deutschen Annington über. Inzwischen sind über 80 Prozent der Häuser im Privatbesitz, meist der (ehemaligen) Eisenbahnerfamilien, die ein Vorkaufsrecht besitzen.
Zur Eisenbahnsiedlung gehört der 35 Meter hohen Doppel-Wasserturm Hohenbudberg. Dieser diente zur Versorgung von Dampflokomotiven am Rangierbahnhof und der Eisenbahnsiedlung und wurde 1915/16 von den Architekten Gebrüder Rank aus München errichtet. Der Wasserturm wurde bereits zwischen 1964 und 1970 mit der Einstellung des Dampfbetriebs schrittweise außer Betrieb genommen, später von einem Architekten erworben und restauriert und ab 1981 für Wohnungen, Büros und Ateliers neu genutzt. In einem ehemaligen Verwaltungsgebäude der Bahn neben dem Wasserturm befindet sich seit 1991 ein Pflegeheim.
Die Eisenbahnsiedlung und der Wasserturm des Bahnhofs gehören zur Route der Industriekultur und zwar zur Themenroute Bahnen im Revier.

## Heutige Nutzung

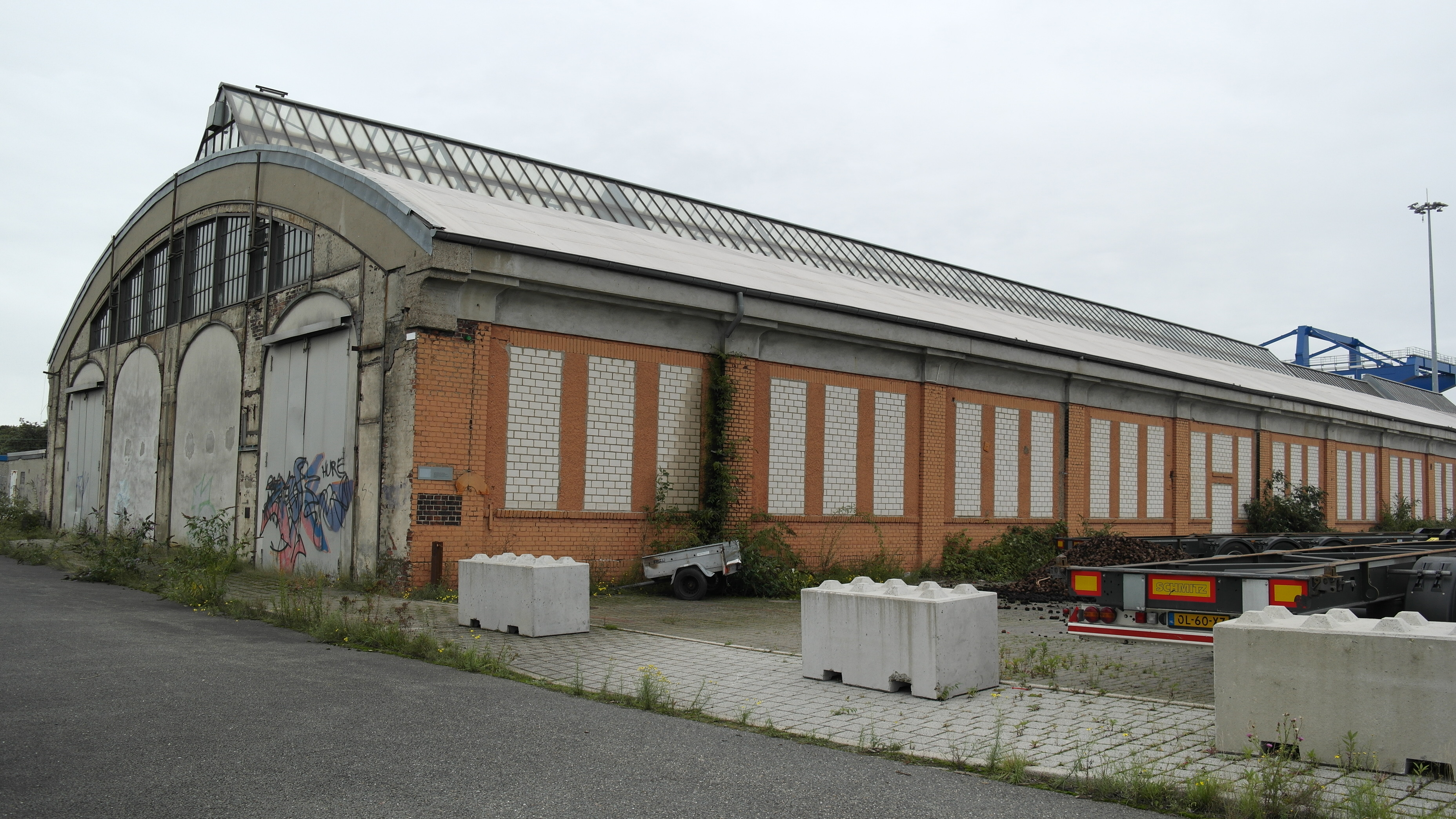
Wagenhalle im letzten Zustand (September 2015)

Im Oktober 1986 fasste der Rat der Stadt Duisburg einen Beschluss zu einem möglichen Folgenutzungskonzept für das Gelände. Danach sollte die vorhandene Fläche (auch um den ehemaligen Bahnhof herum) als Gewerbepark mit folgenden Nutzungen entwickelt werden:
- gewerbliche Nutzung: ca. 35 ha
- Aufschüttungsfläche: ca. 12 ha
- Grünnutzung: ca. 20 ha

1988 erwarb der Grundstücksfonds des Landes NRW eine Fläche von 67 Hektar und übertrug den städtebaulichen Rahmenplan auf die Landesentwicklungsgesellschaft NRW (LEG). Nach einem Zwischenbericht der LEG im Jahre 1991 sollten bevorzugt die Branchen Maschinenbau, kunststoffverarbeitende Industrie, Eisen-, Blech- und Metallwaren angesiedelt werden.
Das Gelände wurde inzwischen teilweise zu einem etwa 35 Hektar großen Gewerbepark (Logport 3) umgestaltet. Außerdem ist dort das Niederrhein Therapiezentrum Duisburg entstanden, eine forensische Klinik zur Suchtbehandlung von Patienten im Rahmen des § 64 StGB. Die offizielle Eröffnung (Schlüsselübergabe) war am 24. September 2009. Die ersten Patienten sind im Januar 2010 eingezogen. Im gastronomischen Bereich existierte im Gewerbegebiet Hohenbudberg, bis ca. 2012 nach mehrfacher Aufgabe eine Diskothek, außerdem noch ein Restaurant im östlichen Teil des Geländes im ehemaligen Stellwerk Hof. Von den Anlagen des Bahnhofs existierte zuletzt nur noch die denkmalgeschützte Wagenhalle, in der zeitweise die genannten Diskotheken beheimatet waren. Sie wurde im Jahre 2017 im Rahmen einer Erweiterung des Container-Terminals und der Errichtung einer Lärmschutzwand abgerissen.
Das Gewerbegebiet Hohenbudberg und die Eisenbahnsiedlung haben heute keinen Haltepunkt mehr auf Duisburger Gebiet. Bereits auf Krefelder Stadtgebiet liegt der Haltepunkt Krefeld-Hohenbudberg Chempark (ehemals Hohenbudberg Bayerwerk). An öffentlichen Verkehrsmitteln sind die Buslinien 914, 927 und NE 27 zu nennen. Es gilt der Verbundtarif des Verkehrsverbundes Rhein-Ruhr.